# Cel·luloide

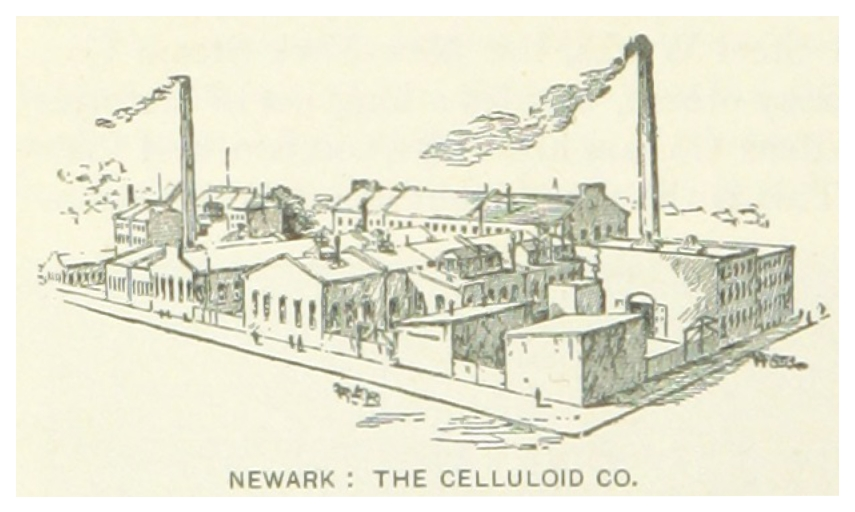
La primera fàbrica de cel·luloide a Newark als Estats Units

El cel·luloide és un material sintètic fet a partir de nitrocel·lulosa i càmfora, al qual es poden afegir tints i altres agents. És un derivat d'un polímer natural, la cel·lulosa, que es troba en materials com la fusta, la palla o el cotó. És considerat com el primer termoplàstic.

## Història
El 1856 Alexander Parkes va inventar el compost, que va batejar parkesina, i com xylonita el 1869. Parkes no va reeixir a valoritzar la seva invenció en qualsevol aplicació industrial. L'any 1870 John Wesley Hyatt va comprar la patent de Parkes, el va registrar amb el nom de cel·luloide. L'any 1887, Hannibal Williston Goodwin va tenir la idea d'utilitzar el material com suport per a pel·lícula fotogràfica, i posteriorment en va fer cintes per al cinema; és per això que a les pel·lícules se les coneix popularment com «el cel·luloide».

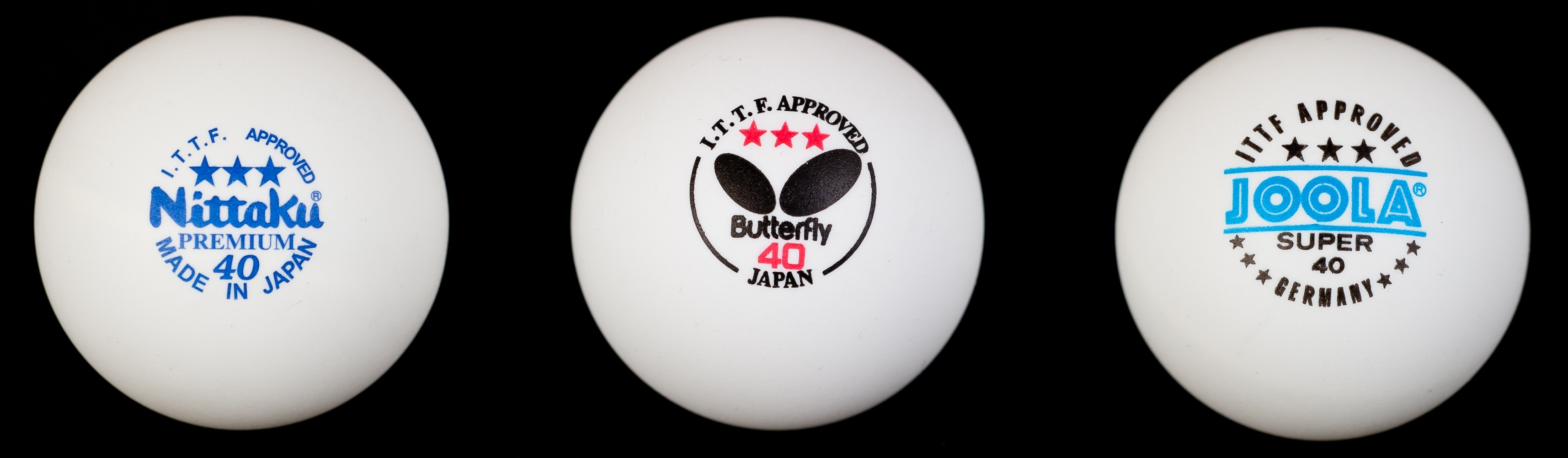
Pilotes de tennis de taula

Els cel·luloides eren molt populars de la fi del segle xix a i la primera meitat segle xx. Se'n van fabricar pintes, mànecs de ganivets, carcasses de bolígrafs, muntures d'ulleres i joguines. Aquest nou material va ser utilitzat com a suport cinematogràfic fins a l'any 1940. Es va substituir pel triacetat de cel·luloide perquè el nitrat, molt inflamable, combinat amb l'escalfor dels projectors de pel·lícules, sovint causava incendis a les sales de cinema i als magatzems. Més tard vindra els policlorurs de vinil o els polièsters.
Actualment, el seu ús és molt reduït. Avui en dia, es fa servir en la fabricació de pilotes de tennis de taula, de pues de guitarra, en material sanitari. En l'àmbit artístic és utilitzat com a substitut de l'ivori. La indústria va anunciar que vol aturar la producció de cinta cel·luloide, el que va desperter grans neguits en el món del cinema, que dubta si els arxius digitals podrien garantir la conservació dels films analògics. El 2013 uns artistes van llançar una companya per que la pel·lícula cinematogràfica sigui declarada Patrimoni Mundial per la Unesco. Davant l'abandó per la indústria, arreu al món es van crear tallers i cooperatives per conservar la tecnologia analògica.N'hi ha dos a Barcelona: Laboratori Reversible i Crater Lab.

## Composició
La composició més habitual del cel·luloide porta de 70 a 80 porcions nitrocel·lulosa (nitrat al 10.7 - 11.2% de nitrogen), 30 porcions càmfora, 0 a 14 porcions de tint, 1 a 5 porcions d'alcohol etílic. A més s'hi afegeixen estabilitzadors i retardants de flama.
La nitrocel·lulosa, var ser sintetitzada a base de cotó, àcid nítric i àcid sulfúric per primer cop l'any 1845 per Christian Schönbein. Es tracta d'un sodi semblant al cotó. S'utilitza en l'elaboració de pintures, tints i altres productes. Per obtenir-la cal mesclar 1 volum d'àcid nítric (HNO₃) i tres volums d'àcid sulfúric (H₂SO₄). La reacció de la cel·lulosa amb l'àcid nítric forma la nitrocel·lulosa. Tanmateix, el resultat a més de ser molt pur és altament explosiu. Com menys àcid sulfúric s'utilitzi, respectant a proporció 1HNO₃:3H₂SO4,, menys grau de puresa tindrà la nitrocel·lulosa.
La càmfora és una substància semi sòlida. Té la fórmula química C10H16O. Es troba a la fusta de l'arbre que porta el mateix nom. Va ser sintetitzada per primera vegada el 1903 per Gustav Komppa.

## Propietats
El cel·luloide és un material flexible, transparent, resistent a la humitat i molt inflamable que té una estabilitat dimensional (és poc elàstic). Permet ser tallat, plegat, perforat, estirat i laminat. Es pot modificar la seva forma amb aigua o aire calent. És molt inflamable i pot arribar a una combustió o explosió espontània. Davant aquest risc, a filmoteques i arxius ha menester de locals amb protecció especial, separat d'altres documents. Conté grans quantitats d'oxigen, cosa que fa que fa menester oxigen exterior i que resulti gairebé impossible apagar cel·luloide que crema.
Si es crema, els fums són tòxics. El cel·luloide es pot dissoldre amb acetona, no és un bon aïllant elèctric i quan envelleix s'endureix. Aquest enduriment i el fet que es descompon espontàniament és un problema major per a la conservació de velles pel·lícules.